# Bjørn Tore Kvarme
Bjørn Tore Kvarme (født 17. juni 1972 i Trondheim, Norge) er en norsk tidligere fodboldspiller (forsvarer).

## Karriere
Kvarme startede sin karriere hos Tippeliga-storklubben Rosenborg i hjembyen Trondheim, hvor han spillede fra 1991 til 1997. I denn periode var han med til at vinde hele fem norske mesterskaber, inden han skiftede til det engelske storhold Liverpool.
Over de følgende tre sæsoner spillede Kvarme 45 Premier League-kampe for Liverpool, der på daværende tidspunkt husede flere andre nordmænd, blandt andet Vegard Heggem og Stig Inge Bjørnebye. I 1999 skiftede han til franske AS Saint-Étienne, og nåede også at repræsentere SC Bastia og spanske Real Sociedad, inden han i 2005 vendte tilbage til Rosenborg. Her afsluttede han sin karriere i 2008.
Kvarme spillede desuden én for Norges landshold, en venskabskamp mod Colombia 8. oktober 1997.

## Titler
Tippeligaen
- 1992, 1993, 1994, 1995, 1996 og 2006 med Rosenborg